# Hockey Club Montecchio Precalcino
L'Hockey Club Montecchio Precalcino è un club italiano di hockey su pista fondato nel 1980 ed avente sede a Montecchio Precalcino. I suoi colori sociali sono il bianco e il verde.

## Cronistoria
| Cronistoria dell'Hockey Club Montecchio Precalcino |
| --- |
| - 1980 · Fondazione dell'Hockey Club Montecchio Precalcino. - 1980-1982 · ? - 1982-1983 · 6ª nel Gruppo 4 della Poule B di Serie B. Retrocessa in Serie C. - 1983-1984 · ? in Serie C. - 1984-1987 · ? - 1987-1988 · 8ª nel girone A di Serie B. - 1988-2000 · ? - 2000-2001 · 9ª nel girone A di Serie A2. - 2001-2002 · 9ª nel girone A di Serie A2. Retrocessa in Serie B. - 2002-2003 · 3ª nel girone A di Serie B, 3ª nel girone A della fase finale. Quarti di finale di Coppa di Lega di Serie B. - 2003-2004 · 5ª nel girone A di Serie B. - 2004-2005 · 1ª nel girone A di Serie B, finale play-off promozione. - 2005-2006 · 2ª nel girone D di Serie B. 4ª alle final six. - 2006-2007 · 6ª nel girone D di Serie B. - 2007-2008 · 5ª nel girone D di Serie B. - 2008-2009 · 9ª nel girone C di Serie B. - 2009-2010 · 2ª nel girone B di Serie B. ? in Coppa di Lega di Serie B. Prima fase di Coppa di Lega. - 2010-2011 · 1ª nel girone C di Serie B, 1ª nel girone B della fase finale. Promossa in Serie A2. ? in Coppa di Lega di Serie B. - 2011-2012 · 9ª in Serie A2. Prima fase a gironi di Coppa Italia. - 2012-2013 · 6ª in Serie A2. Prima fase a gironi di Coppa Italia. - 2013-2014 · 8ª in Serie A2. - 2014-2015 · 6ª in Serie A2. - 2015-2016 · 5ª in Serie A2, semifinali play-off promozione. - 2016-2017 · 3ª in Serie A2, finale play-off promozione. Finale di Coppa Italia di Serie A2. - 2017-2018 · 6ª in Serie A2. Prima fase di Federation Cup. - 2018-2019 · 4ª in Serie A2, finale play-off promozione. - 2019-2020 · 8ª in Serie A2. - 2020-2021 · 3ª nel girone A di Serie A2, 4ª nei play-off promozione. - 2021-2022 · 2ª nel girone A di Serie A2, finale play-off promozione. Promossa in Serie A1. - 2022-2023 · , 14ª Serie A1, 4ª nel girone play-out. Retrocessa in Serie A2. |

## Statistiche

### Partecipazioni ai campionati
| Livello | Categoria | Partecipazioni | Debutto   | Ultima stagione | Totale |
| ------- | --------- | -------------- | --------- | --------------- | ------ |
| 1º      | Serie A1  | 1              | 2022-2023 | 2022-2023       | 1      |
| 2º      | Serie B   | 1              | 1982-1983 | 1982-1983       | 12     |
| 2º      | Serie A2  | 11             | 2011-2012 | 2021-2022       | 12     |
| 3º      | Serie B   | 10             | 2001-2002 | 2010-2011       | 10     |

### Partecipazioni alla coppe nazionali
| Competizione | Partecipazioni | Debutto   | Ultima stagione |
| ------------ | -------------- | --------- | --------------- |
| Coppa Italia | 2              | 2011-2012 | 2012-2013       |

## Organico

### Giocatori
| N° | Naz.                 | Ruolo | Sportivo              |  |  |  |
| -- | -------------------- | ----- | --------------------- |  |  |  |
| 1  | Spagna (bandiera)    | P     | Arnau Martinez Borras |  |  |  |
| 6  | Italia (bandiera)    | E     | Andrea Zanini         |  |  |  |
| 9  | Italia (bandiera)    | E     | Matteo Cardella       |  |  |  |
| 17 | Italia (bandiera)    | E     | Stefano Campagnolo    |  |  |  |
| 19 | Italia (bandiera)    | E     | Ernest Cinquini       |  |  |  |
| 23 | Italia (bandiera)    | E     | Elia Guglielmi        |  |  |  |
| 14 | Argentina (bandiera) | E     | Facundo Posito        |  |  |  |
| 8  | Argentina (bandiera) | E     | Marcos Oscar Vega     |  |  |  |
| 88 | Spagna (bandiera)    | E     | Manuel Mir Reale      |  |  |  |
| 91 | Italia (bandiera)    | P     | Cristian Cocco        |  |  |  |

### Staff tecnico
- Allenatore:  Davide Mendo
- Allenatore in seconda:
- Preparatore atletico: Massimo Bernardi
- Meccanico: Guido Mattarolo